# Murexsul
Murexsul is een geslacht van mollusken, dat fossiel bekend is vanaf het Mioceen. Tegenwoordig telt het geslacht meerdere soorten.

## Beschrijving
Deze stekelhoren heeft een schelp met scherpe ribben en een lang, stekelig rostrum. De scherp begrensde windingen zijn hoekig geschouderd. De spira (alle windingen behalve de laatste winding bij een gespiraliseerde schelp) vertoont kantelen en dichte bundels spiraalrichels, die met afstand een uit holle stekels bestaande, verhoogde rib vormen, die op zijn beurt de gladde eeltige mondopening, die iets losstaat van de rest van de schelp, omkranst. De mondopening versmalt eensklaps tot een buisvormig, sifonaal kanaal, dat aan de buitenzijde ook nog eens enkele stekels bevat. De lengte van de schelp bedraagt ongeveer 9 cm.

## Leefwijze
Dit carnivore, mariene geslacht bewoont vrij diepe wateren.

## Soorten
- Murexsul aikeni Lussi, 2010
- Murexsul aradasii (Monterosato in Poirier, 1883)
- Murexsul armatus (A. Adams, 1854)
- Murexsul asper Houart, 2004
- Murexsul auratus Kuroda & Habe, 1971
- Murexsul cevikeri (Houart, 2000)
- Murexsul charcoti (Houart, 1991)
- Murexsul chesleri Houart, 2006
- Murexsul clifdenensis Finlay, 1930 †
- Murexsul coffeebayensis Lussi, 2010
- Murexsul cuspidatus (G. B. Sowerby II, 1879)
- Murexsul diamantinus (Houart, 1991)
- Murexsul dilucidus Marwick, 1931 †
- Murexsul dipsacus (Broderip, 1833)
- Murexsul echinophorus Powell & Bartrum, 1929 †
- Murexsul elatensis (Emerson & D'Attilio, 1979)
- Murexsul emipowlusi (Abbott, 1954)
- Murexsul espinosus (Hutton, 1885)
- Murexsul harasewychi Petuch, 1987
- Murexsul hexagonus (Lamarck, 1816)
- Murexsul huberti (Radwin & D'Attilio, 1976)
- Murexsul ianlochi (Houart, 1987)
- Murexsul interserratus (G. B. Sowerby II, 1879)
- Murexsul jacquelinae Emerson & D'Attilio, 1969
- Murexsul jahami Merle & Garrigues, 2011
- Murexsul jaliscoensis (Radwin & D'Attilio, 1970)
- Murexsul khareefae Houart & Moolenbeek, 2012
- Murexsul kieneri (Reeve, 1845)
- Murexsul leonardi (Houart, 1993)
- Murexsul mananteninaensis Houart & Héros, 2015
- Murexsul mariae Finlay, 1930
- Murexsul marwicki Maxwell, 1971 †
- Murexsul mbotyiensis (Houart, 1991)
- Murexsul merlei Houart & Héros, 2008
- Murexsul metivieri (Houart, 1988)
- Murexsul micra (Houart, 2001)
- Murexsul mildredae (Poorman, 1980)
- Murexsul multispinosus (G. B. Sowerby III, 1904)
- Murexsul nothokieneri E. H. Vokes, 1978
- Murexsul octogonus (Quoy & Gaimard, 1833)
- Murexsul oxytatus (M. Smith, 1938)
- Murexsul planiliratus (Reeve, 1845)
- Murexsul praegressus Finlay, 1930 †
- Murexsul pregenitor Laws, 1935 †
- Murexsul proavita Laws, 1935 †
- Murexsul profunda (B. A. Marshall & K. W. Burch, 2000)
- Murexsul purpurispinus (Ponder, 1972)
- Murexsul queenslandicus Houart, 2004
- Murexsul reunionensis Houart, 1985
- Murexsul scobina Finlay, 1930 †
- Murexsul skoglundae (Myers, Hertz & D'Attilio, 1993)
- Murexsul spiculus (Houart, 1987)
- Murexsul sunderlandi (Petuch, 1987)
- Murexsul tokubeii Nakamigawa & Habe, 1964
- Murexsul tulensis (Radwin & D'Attilio, 1976)
- Murexsul valae (Houart, 1991)
- Murexsul warreni (Petuch, 1993)
- Murexsul zonatus Hayashi & Habe, 1965
- Murexsul zylmanae (Petuch, 1993)